# 11128 Ostravia
11128 Ostravia (1996 VP) là một tiểu hành tinh vành đai chính được phát hiện ngày 3 tháng 11 năm 1996 bởi J. Ticha và M. Tichy ở Klet.